# Lygropia cosmophilopis
Lygropia cosmophilopis is een vlinder uit de familie van de grasmotten (Crambidae). De wetenschappelijke naam van de soort is voor het eerst gepubliceerd in 1934 door Edward Meyrick.
Deze soort komt voor in Fiji.